# Lyropupa clathratula
Lyropupa clathratula је пуж из реда Stylommatophora. 

## Угроженост
Подаци о распрострањености ове врсте су недовољни.

## Распрострањење
Сједињене Америчке Државе су једино познато природно станиште врсте.

## Станиште
Врста Lyropupa clathratula има станиште на копну.